# 왕장 (낭중령)
왕장(王臧, ? ~ 기원전 139년)은 전한 중기의 유학자이자 관료로, 동해군 난릉현(蘭陵縣) 사람이다. 신공의 제자로, 조관과 함께 무제의 중용을 받았다.

## 생애
《시》를 익혀 경제 때 태자소부를 지냈으나, 면직되고 고향으로 돌아갔다.
경제의 뒤를 이어 즉위한 무제는 왕장을 불러들여 숙위를 맡겼고, 왕장은 승진을 거듭하여 한 해만에 낭중령이 되었다. 이때 무제는 유학을 숭상하기로 하여, 역시 신공의 밑에서 수학한 조관을 불러들여 어사대부에 임명하였다. 그러나 노자를 숭상하였던 두태후는 무제의 행동을 못마땅하게 여겼고, 곧 왕장과 조관의 잘못을 들추어내어 무제를 꾸짖었다. 결국 왕장과 조관은 스스로 목숨을 끊었다.

## 출전
- 사마천, 《사기》 권121 유림열전

| 전임 하 | 전한의 낭중령 기원전 140년 ~ 기원전 139년 | 후임 석건 |